# 라이프 온 더 라인
《라이프 온 더 라인》(영어: Life on the Line)은 미국에서 제작된 데이비드 해클 감독의 2015년 비디오 재난 스릴러 영화이다. 존 트러볼타 등이 출연하였다.

## 출연진
- 존 트러볼타
- 케이트 보즈워스
- 데번 사와
- 길 벨로스
- 줄리 벤즈
- 라이언 로빈스
- 타이 올슨
- 샤론 스톤
- 리스 알렉산더
- 에밀리 울레루프
- 스튜어트 스톤
- 맷 벨러플러
- 짐 실드
- 루이스 페레이라